# Gösta Åsbrink
Karl Gösta Åsbrink (* 18. November 1881 in Lovö, Gemeinde Ekerö; † 19. April 1966 in Stockholm) war ein schwedischer Sportler, der im Gerätturnen und im Modernen Fünfkampf aktiv war.
Er startete bei den Olympischen Sommerspielen 1908 in London mit der schwedischen Turnriege, mit der er Olympiasieger im Mehrkampf wurde. Vier Jahre später bei den Olympischen Sommerspielen 1912 in seiner Geburtsstadt Stockholm errang er die Silbermedaille im Modernen Fünfkampf und komplettierte damit hinter dem Sieger Gösta Lilliehöök und vor dem Drittplatzierten Georg de Laval den schwedischen Dreifacherfolg in dieser erstmals bei Olympischen Spielen ausgetragenen Disziplin.